# Volodymyr (by)
Volodymyr (ukrainsk: Володимир; polsk: Włodzimierz) (fra 1944 til 2021: Volodymyr-Volynskyj) er en by i det historiske landskab Volhynien i det nordvestlige Ukraine. Byen har 37.910 (2022) indbyggere og er administrativt centrum i Volodymyr rajon i Volyn oblast.
Volodymyr ligger ved floden Luga. Byen blev første gang nævnt i 988 og var en vigtig by i det gamle Kijevrige som det historiske center af landskabet Volhynien og senere den historiske hovedstad i Fyrstendømmet Volhynien. I 1366 blev byen polsk, og var en del af Den polsk-litauiske realunion frem til 1795. Byen blev efter Polens tredje deling russisk, før den efter Den polsk-sovjetiske krig igen kom under Polen i 1919. I 1939 blev Volodymyr-Volynsk indlemmet i den Ukrainske SSR som en del af Sovjetunionen.